# هفت‌سنگ (مجموعه تلویزیونی ۱۳۹۳)
هفت‌سنگ نام مجموعه تلویزیونی است که از ۸ تیر ۱۳۹۳ به مناسبت ماه رمضان از شبکه سه پخش می‌شد. این مجموعه شامل ۲۵ قسمت است. کارگردان این مجموعه علیرضا بذرافشان است؛ و پرویز پورحسینی، بهنام تشکر، الهام پاوه‌نژاد، مهدی سلطانی، شبنم مقدمی و فرناز رهنما در آن بازی کرده‌اند. این سریال دربارهٔ سه خانواده است که کنار یکدیگر زندگی می‌کنند و ماجراهای مختلفی برایشان پیش می‌آید. این سریال به تهیه کنندگی مجید مولایی تولید شده‌است. علیرضا بذرافشان، سارا خسروآبادی، حسین تراب نژاد و فروغ فروهیده نیز گروه نویسندگان این مجموعه اپیزودیک را تشکیل می‌دهند.
برخی این سریال را تقلیدی از سریال آمریکایی خانواده امروزی می‌دانند.
مجله تایم پس از پخش قسمت نخست این سریال در گزارشی نوشت که هفت‌سنگ کپی صحنه‌به‌صحنهٔ سریال آمریکایی خانواده امروزی است و نسبت به عدم رعایت قانون حق تکثیر انتقاد کرد.

## خلاصه داستان
این سریال داستان سه زوج را دربرمی‌گیرد که با هم نسبت خانوادگی دارند و ماجرا هاو داستان‌های متفاوتی با یک مضمون مشترک در هر قسمت مطرح می‌شود، که این سه داستان سرانجام به یک برآیند می‌رسند.

## بازیگران
| بازیگر           | نقش           | توضیحات                   |
| ---------------- | ------------- | ------------------------- |
| پرویز پورحسینی   | بابا نصیر     | پدر لیلا و روزبه          |
| مهدی سلطانی      | محسن پدیده    | همسر لیلا                 |
| شبنم مقدمی       | لیلا          | دختر بابانصیر             |
| بهنام تشکر       | روزبه         | پسر بابانصیر              |
| الهام پاوه‌نژاد   | مهری          | همسر دوم بابانصیر         |
| فرناز رهنما      | الهام         | همسر روزبه                |
| ارسلان قاسمی     | امیر          | پسر لیلا و محسن           |
| امیر کاظمی       | انوش          | دوست امیر                 |
| مهتاج نجومی      | عمه فرصت      | خواهر بابانصیر            |
| حامد کیازال      | حامد          | پسر مهری                  |
| عزت‌الله مهرآوران | دایی          | دایی مهری                 |
|                  |               |                           |
| محمود پاک‌نیت     | آقاجون        | پدر محسن                  |
| حنانه احدی       | شادی          | دختر لیلا و محسن          |
| پارسا قراخانلو   | شاهین         | پسر لیلا و محسن           |
| بهمن زرین‌پور     | بهمن زرین پور | کارگردان سریال عطر گل یاس |
| امیر غفارمنش     | جواد          | دوست روزبه                |
| صدرالدین حجازی   | استاد شهرزاد  | استاد روزبه               |
| امیررضا دلاوری   | صابر          | برادر محسن                |
| افشین نخعی       | هادی          | پدر حامد                  |
| روژین نفوتی نژاد | ماهور         | دختر الهام و روزبه        |

## جوایز و نامزدها[۵]
| ۱۳۹۴ | پانزدهمین جشن حافظ |                                 |                |          |
| ۱۳۹۴ | پانزدهمین جشن حافظ | بهترین بازیگر زن کمدی تلویزیونی | الهام پاوه‌نژاد | نامزدشده |
| ۱۳۹۴ | پانزدهمین جشن حافظ | بهترین بازیگر زن کمدی تلویزیونی | شبنم مقدمی     | نامزدشده |

## حاشیه‌ها

### کپی از سریال آمریکایی
پس از پخش قسمت نخست سریال هفت سنگ، مجلهٔ تایم نوشت: «احتمالاً طرفداران سریال «خانواده مدرن» از شبکه ای‌بی‌سی (ABC) آمریکا هرگز سریال هفت سنگ را در تلویزیون ندیده باشند اما با این حال این سریال در واقع توسط آنان دیده شده‌است. هفت‌سنگ یک بازتولید از سریال خانواده مدرن و بسیار به آن نزدیک است. تک‌تک صحنه‌های آن با همان لوکیشن و مسیر و با همان شوخی‌ها در سریال ایرانی تکرار شده‌است. یک کلیپ مقایسه‌ای از این دو سریال که بر روی شبکه‌های اجتماعی به اشتراک گذاشته شده را ببینید. شما در حال دو بار دیدن این سریال نیستید، شما در حال مشاهده این مسئله هستید که وقتی قانون کپی‌رایت رعایت نمی‌شود چه اتفاقی رخ می‌دهد.»
وبگاه تابناک هم در گزارشی نوشت: «هفت‌سنگ کپی مو به مویِ یکی از سریال آمریکایی از آب درآمد و تنها شخصیت‌هایی که در قالب سریال ایرانی قابل تعریف نبودند، تغییر ماهیت داده‌اند … حتی برخی دیالوگ‌ها هم کپی است.» منظور از شخصیت‌هایی که قابل تعریف نبودند، دو زوج همجنس‌گرا هستند که در پی سرپرستی یک کودک‌اند.
تابناک در ادامه نوشت: «این مجموعه چهل قسمتی به صورت اپیزودیک دربارهٔ سه خانواده است که کنار یکدیگر زندگی می‌کنند و داستان‌های متفاوتی با یک مضمون مشترک در هر قسمت مطرح می‌شود که این سه داستان، سرانجام به یک برآیند یا چند نقطه مشترک می‌رسند که به نوعی بنای ادامه داستان را می‌گذارند؛ سبکی که در سریال‌های آمریکایی بیشتر دیده می‌شود و فیلم‌نامه‌نویس‌های ایرانی کمتر توانسته‌اند یا علاقه‌مند به پیاده‌سازی‌اش بوده‌اند.
رمضان شجاعی کیاسری نایب رئیس شورای نظارت بر صداوسیما در مجلس گفت: 
طبق بررسی‌ها، داستان این سریال کپی‌برداری شده از یک اثر آمریکایی به نام خانواده امروزی (Modern Family) است که برای پخش در تلویزیون بازنویسی شده‌است. طبق اعلام پایگاه شورای نظارت بر سازمان صدا و سیما، اعضای شورا الگوبرداری از سریالی که توسط کشوری تولید می‌شود که از لحاظ فرهنگی تفاوت بسیاری با کشور ما دارد را مناسب ندانسته در حالی که اعضای شورا مخالفتی با الگوبرداری‌های شکلی و ساختاری مناسب در جهت بالا بردن کیفیت و جذب مخاطب، ندارند ولی اگر این الگوبرداری از لحاظ محتوایی صورت پذیرد به دلیل مغایرت فرهنگی خلاف ضوابط، اهداف و معیارهای رسانه ملی است.

پس از چندی بیژن نوباوه نماینده مجلس و دبیر شورای نظارت بر صداوسیما اعلام کرد از نظر شورابه صرف اینکه یک کار کپی شده‌است نمی‌توان آن را تخلف خواند و به نظر می‌رسد که این همه مانور روی این مسئله بیشتر یک جریان‌سازی سیاسی بوده‌است. او همچنین با سیاسی دانستن ریشه برخی از دامن زدن‌ها به ماجرای این سریال گفت: 
این نگاه که سریال هفت سنگ کپی‌برداری است و به همین دلیل هم مورد انتقاد است یک نگاه سیاسی و فرصت طلبانه برای عده‌ای است.